# 薩摩川内市立南瀬小学校
薩摩川内市立南瀬小学校（さつませんだいしりつ のぜしょうがっこう）は、鹿児島県薩摩川内市東郷町南瀬にあった市立小学校。南瀬の読み方には諸説あり、『のぜ』または『のうぜ』と呼称されている。

## 概要
旧東郷町の東部に位置しており、学校の南方には川内川が流れ、それに沿って国道267号が通っている。学校周辺には田園が広がっている。ピークは323人，2010年5月1日現在で31名，2017年2月24日現在で14名が在籍していた。
2017年、旧東郷町の区域にある藤川小学校、山田小学校、鳥丸小学校とともに、東郷小学校へ統合。さらに、東郷中学校との小中一貫教育校を設置することも検討されている。

## 沿革
- 1878年（明治11年） - 南瀬小学校設置[6]
- 1923年（大正12年） - 南瀬小学校から南瀬尋常小学校に改称[6]
- 1941年（昭和16年） - 国民学校令施行に伴い南瀬尋常小学校から南瀬国民学校に改称[6]。
- 1947年（昭和22年） - 上東郷村立南瀬小学校に改称。
- 1952年（昭和27年） - 上東郷村が町制施行し、東郷町となり、東郷町立南瀬小学校に改称。
- 2004年（平成16年） - 東郷町が新設合併し薩摩川内市となり、薩摩川内市立南瀬小学校に改称。
- 2017年（平成29年） - 139年の歴史に幕がおろされ，薩摩川内市立東郷小学校へ統合。

## 校区
- 薩摩川内市東郷町南瀬の全域[7]

## 周辺
- 川内川
- 国道267号
- 鹿児島県道346号山田入来線